# Wojciech Sadłoń
Wojciech Sadłoń (ur. 1983 w Zakopanem) – pallotyn, doktor habilitowany nauk społecznych, wicedyrektor Instytutu Statystyki Kościoła Katolickiego SAC im. Witolda Zdaniewicza, adiunkt w Instytucie Nauki i Kulturze i Religii Wydziału Nauk Humanistycznych Uniwersytetu Kardynała Stefana Wyszyńskiego w Warszawie, w latach 2009-2022 duszpasterz akademicki oraz w latach 2017-2022 duszpasterz rodzin w Warszawie.

## Dorobek naukowy
Od 2006 r. był tłumaczem Międzynarodowego Przeglądu Teologicznego Communio. W 2006 i 2007 odbył staż w Lyonie, gdzie prowadził badania nad myślą Henri de Lubaca. W 2008 odbył staż w Bonn i w diecezji Alcala de Henares w Hiszpanii. W latach 2009–2020, mieszkając w klasztorze trapistek Maria Frieden w Dahlem, pełnił posługę duszpasterską w lokalnych wspólnotach katolickich. W 2009 r. obronił pracę magisterską z teologii pt.  Teologia Teilharda de Chardin odczytana przez Henri de Lubaca, napisaną pod kierunkiem prof. Lucjana Baltera.   
W 2018 r. był visiting scholar Uniwersytetu Georgetown w Waszyngtonie, z którym stale współpracuje. We wrześniu 2022 r. uzyskał stopień naukowy doktora habilitowanego w dziedzinie nauk społecznych w dyscyplinie nauki socjologiczne na podstawie osiągnięcia polegającego na zastosowaniu ramy teoretycznej morfogenezy do badania przemian polskiego katolicyzmu.  

## Wybrane publikacje
- Wiejskie okruchy pandemii – rok drugi przed czwartą falą, Wieś i Rolnictwo 3 (192), 2022 (wsp. M. Halamska, K. Burdyka, S. Kalinowski, P. Kubicki, S. Michalska, A. Ptak, D. Zwęglińska-Gałecka).
- Religion in a Globalized Culture: Institutional Innovation and Continuity of Catholicism—The Case of World Youth Day (z Sławomir Mandes)[14]
- Ciągłość i zmiana wiejskich parafii katolickich (2019)[15]
- Civil Cinderella: religion and civil society in Poland (2020)[16]
- Zacieśnianie czy rozrywanie immanentnej ramy? Polski katolicyzm wobec epidemii koronawirusa (2021)[17]
- Polish Catholicism Between Tradition and Migration. Reflexivity, Agency and Transcendence (wstęp Margaret Scotford Archer(inne języki)) (2021)[18]